# علم النواة الخلوية
علم النواة الخلوية أو علم الكروموسومات (بالإنجليزية: Karyology)‏ هي الدراسة العلمية لنواة الخلية وخاصة الكروموسومات.

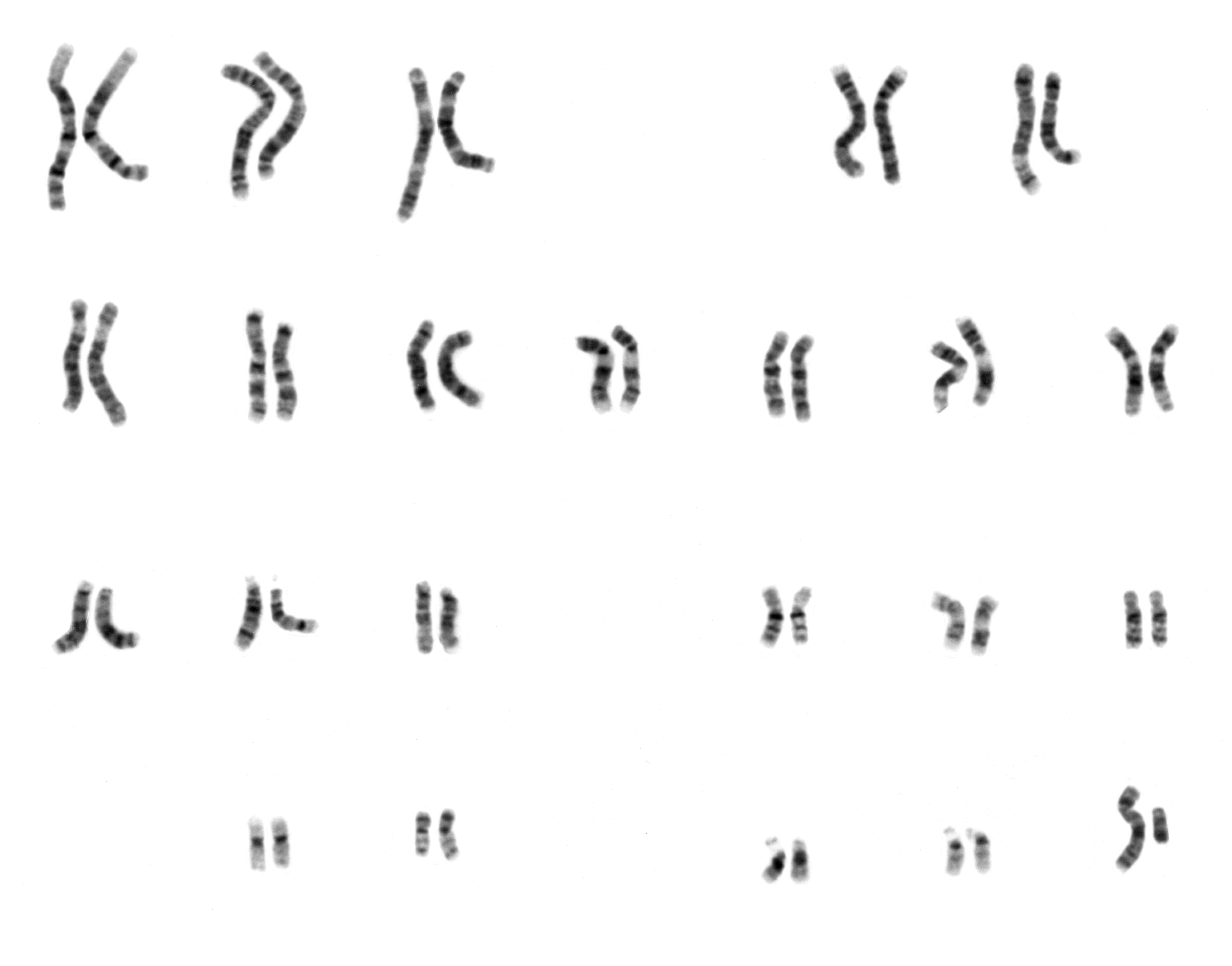
مجموع كروموسومات رجل ، معالجة بصبغة Giemsa.

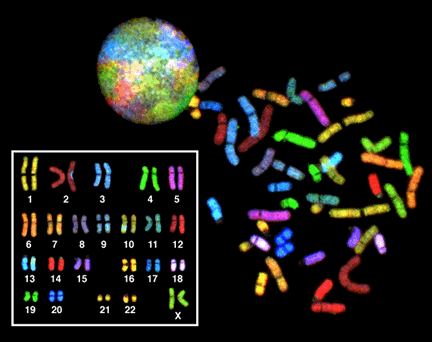
مجموعة كروموسومات خلية جسمية من امرأة.

تقوم دراسة كروموسومات الكائنات الحية طبقا لعددها ومظهرها في نواة الخلية للكائنات من حقيقيات النوى. ويستخدم تعبير Karyotype للدلالة على مجموع الكروموسومات الخاصة بأحد الكائنات، فهي تحدد الجنس، أو تحدد أحد.
يصف نوع الكاريوتايب عدد كروموسومات كائن حي، كما تصف شكل كروموسوماته كما تظهر تحت الميكروسكوب. ويهتم علماء الأحياء أيضا بطول كل كروموسوم، وموضع القطعة المركزية عليه، ونظام النطاقات، والاختلافات في الكروموسومات الجنسية ، وكذلك بعض الخصائص الفيزيائية الأخرى.
إن دراسة جميع كروموسومات كائن يسمى أحياناً علم دراسة نواة الخلية karyology. وتوصف الخلايا بعد ترتيبها طبقا لمظهرها تحت الميكروسكوب بطريقة عيارية تعرف بالكاريوغرام karyogram أو إيديوغرام idiogram: في أزواج، ومرتبة تبعا لحجمها ووضع القطع المركزية في كروموسومات من نفس الحجم.
يختلف عدد الكروموسومات في أحد خلايا الجسم عن عددها في البويضة أو في الحيوان المنوي. وتوصف أعداد الكروموسومات الخلية الجسدية بالعدد 2n. تأتي نصفها من بويضة الأم ويأتي النصف الثاني من الحيوان المنوي للأب . أي أن للإنسان عدد 2n = 46 من الكروموسومات في كل خلية جسدية. بالتالي يحوي الحيوان المنوي للرجل على n=23 كروموسوم، من ضمنها كروموسوم إكس أو كروموسوم واي؛ وتحتوي بويضة الأم أيضا على n = 23 كروموسوم، من ضمنها كروموسوم واي، الخاص بالنساء.صفحة 28

## تاريخ
تمَّ اكتشاف الكروموسومات لأول مرَّة في الخلايا النباتيَّة على يد عالم البيولوجيا السويسري كارل فيلهلم فون نجيلي في عام 1882، ووصف العالم الألماني والتر فليمنغ سلوك الكروموسومات ضمن الخلايا الحيوانيَّة عندما اكتشف عمليَّة الانقسام الخلوي mitosis عام 1882 ولكنَّ هذا الاكتشاف نُسب لعالم تشريح ألماني آخر هو هنريك فون فالديير عام 1888، وحدثت المرحلة التالية من تطور هذا العلم مع ظهور قوانين الوراثة وتطورها في بداية القرن العشرين عندما عُرف أخيراً أنَّ الكروموسومات هي التي تحمل الجينات، ويبدو أنَّ ليف ديلوناي في عام 1922 كان أول شخص يُعرِّف التنميط النووي على أنَّه الشكل الظاهري للكروموسومات الجسديَّة، استغرقت الأبحاث وقتاً طويلاً حتى تمَّت الإجابة على أحد الأسئلة العلميَّة الرئيسيَّة: ما هو عدد الكروموسومات التي تحتويها الخلية البشريَّة الطبيعيَّة [10]، في عام 1912 اقترح هانز فون وينيوارتر وجود 47 كروموسوم في الحيوانات المنوية و48 كروموسوم في البيوض وحدَّدت الصيغة الصبغيَّة الجنسيَّة للبشر XX/XO [11]، ولكنَّ باينتر في عام 1922 أكَّد أنَّ الصيغة الصبغيَّة للبشر هي 47 XX/XY [13]، مع ذلك بقي عدد الكروموسومات يُدرَّس في الكتب على أنَّه 48 لأكثر من ثلاثين عاماً واحتاج الأمر لتطوير تقنيَّات جديدة لتصحيح هذا الخطأ، وكان جو هين تغيو الذي يعمل في مختبرات ألبرت ليفان مسؤولاً عن اكتشاف هذه التقنيات والتي يمكن تلخيصها بالنقاط التالية:
- استخدام الخلايا الحية في زراعة النسج
- المعالجة المُسبقة للخلايا باستخدام محلول منخفض التوتر ممَّا يؤدي إلى تضخُّم الخلايا وانتشار الصبغيَّات
- باستخدام الخلايا في زراعة الأنسجة
- المحافظة على الخلايا في طور الانقسام بواسطة محلول الكولشيسين
- نشر المستحضر على شريحة لتثبيت الكروموسومات

أنهى ألبرت أبحاثه في عام 1955 ونشره عام 1956 مؤكِّداً أنَّ النمط النووي للبشر يتألف من 46 كروموسوم فقط، وأنَّ القرود العليا تمتلك 48 كروموسوم، وبتنا نعرف اليوم أنَّ الكروموسوم الثاني عند البشر هو اتحاد لكروموسومين من كروموسومات القردة العليا.